# فيث ميدلتون
فيث ميدلتون (بالإنجليزية: Faith Middleton)‏ هي مقدمة برامج إذاعية وصحفية أمريكية، ولدت في 1948.